# Szent Kázmér
Szent Kázmér (litvánul: Šventasis Kazimieras, lengyelül: Święty Kazimierz, lettül: Svētais Kazimirs), (1458. október 3. – 1484. március 4.) litván és lengyel királyi herceg, szent.

## Élete
Kázmér IV. Kázmér lengyel király és Habsburg Erzsébet magyar hercegnő fiaként született 1458-ban. Amikor Hunyadi Mátyás király alatt az elégedetlenek felszólították Kázmért a korona átvételére, 1471-ben sereget vezetett Magyarországba, és Hatvanig nyomult elő. Amikor megtudta, hogy csak egy kis csoport (Vitéz János, Janus Pannonius) kívánja őt királynak, ráadásul már őközülük is már többen meghódoltak Mátyásnak, Kázmér Nyitrára vonult vissza, majd hazamenekült onnan.
A királyfiból végül – négy fivérével ellentétben – nem lett király, mert még az apja életében elhunyt, akit követhetett volna a lengyel trónon, mivel a bátyja, II. Ulászló cseh királyként lemondott a lengyel trónöröklési jogáról az öccsei javára, és legidősebb öccse Kázmér lett volna az első a lengyel trónörökösödési sorban, valamint azért sem, hiszen 1471-ben sikertelenül próbálta megszerezni a magyar koronát. Életét a szigorú aszkézis, és a szegények szeretete jellemezte. Állítólag ő írta az Omni die dic Mariae című híres latin egyházi éneket. X. Leó pápa már 1522-ben szentté avatta,[forrás?] emléknapja halála napja, március 4. A lengyelek és a litvánok védőszentjükként tisztelték.